# Elatostema catubigense
Elatostema catubigense är en nässelväxtart som beskrevs av Co. Elatostema catubigense ingår i släktet Elatostema och familjen nässelväxter. Inga underarter finns listade i Catalogue of Life.